# Condado de Nantes
Os condes de Nantes foram originalmente os governantes francos do Nantais ou Vanetais, subordinados aos carolíngios. Serviram inicialmente como a proteção das fronteiras contra os bretões mas em meados do século IX, as fronteiras cairam e o título tornou-se um subsidiário ao título dos governantes bretões.

## Condesfrancos
- (786-818) Guido, era um prefeito de Fronteiras da Bretanha
- (818-831) Lamberto I
- (831-841) Riquivino
- (841-843) Reinaldo
- (843-846) Lamberto II
- (846-849) Amauri, imposto pelo rei Carlos, o Calvo em oposição a Lamberto II
- (849-851) Lamberto II (restaurado)